# Den förtrollade riddaren
Den förtrollade riddaren är en naturmytisk balladtyp som finns upptecknad i Sveriges Medeltida Ballader i två varianter, en från 1678 efter Ingierd Gunnarsdotter och en från 1812; den senare med melodi. Balladen klassificeras som SMB 5 och TSB A 19.

## Handling
Visan berättar i jag-form hur en man förvandlas till en varg av sin styvmor, men befrias genom att överfalla henne när hon är gravid, och äta upp hennes foster. I den äldre, längre varianten skildras också hur styvmodern först förvandlar honom till ett antal bruksföremål, och också förbannar honom, så att han bara kan bli fri genom att dricka sin egen broders blod. Motivet anknyter till gammal folktro om varulvar.

## Paralleller på andra språk
Balladtypen finns i Danmarks gamle Folkevisor (DgF 55) och norska.

## Inspelningar
- Garmarna har spelat in balladen som titellåten på albumet Vedergällningen.
- Gåte har spelat in balladen under namnet Ulveham på albumet Vandrar.